# Hoffman (Carolina del Nord)
Hoffman è un comune degli Stati Uniti d'America, situato in Carolina del Nord, nella contea di Richmond.